# Leichtathletik-Weltmeisterschaften 2017/Teilnehmer (Schweden)
| Gelbes Symbol für Goldmedaillen mit stilisierten Olympischen Ringen | Graues Symbol für Silbermedaillen mit stilisierten Olympischen Ringen | Braundes Symbol für Bronzemedaillen mit stilisierten Olympischen Ringen |
| ------------------------------------------------------------------- | --------------------------------------------------------------------- | ----------------------------------------------------------------------- |
| —                                                                   | 1                                                                     | —                                                                       |

Von Schweden wurden 17 Athletinnen und 15 Athleten für die Leichtathletik-Weltmeisterschaften 2017 in London nominiert.

## Ergebnisse

### Frauen

#### Laufdisziplinen
| Athletin           | Disziplin        | Vorlauf      | Vorlauf | Halbfinale     | Halbfinale | Finale             | Finale             |
| Athletin           | Disziplin        | Zeit         | Platz   | Zeit           | Platz      | Zeit               | Platz              |
| ------------------ | ---------------- | ------------ | ------- | -------------- | ---------- | ------------------ | ------------------ |
| Hanna Hermansson   | 800 m            | 2:01,25 min  | 13      | 2:00,43 min PB | 12         | nicht qualifiziert | nicht qualifiziert |
| Lovisa Lindh       | 800 m            | DNS          | DNS     | –––            | –––        | –––                | –––                |
| Meraf Bahta        | 1500 m           | 4:03,23 min  | 5       | 4:04,04 min    | 6          | 4:04,76 min        | 9                  |
| Charlotta Fougberg | 3000 m Hindernis | 10:21,21 min | 39      |                |            | nicht qualifiziert | nicht qualifiziert |
| Maria Larsson      | 3000 m Hindernis | 9:48,13 min  | 23      |                |            | nicht qualifiziert | nicht qualifiziert |
| Sarah Lahti        | 5000 m           | DNS          | DNS     |                |            | –––                | –––                |
| Sarah Lahti        | 10.000 m         |              |         |                |            | DNF                | DNF                |
| Lisa Ring          | Marathon         |              |         |                |            | 2:48:39 h          | 60                 |
| Louise Wiker       | Marathon         |              |         |                |            | DNF                | DNF                |

#### Sprung/Wurf
| Athletin           | Disziplin      | Qualifikation | Qualifikation | Finale             | Finale             |
| Athletin           | Disziplin      | Weite/Höhe    | Platz         | Weite/Höhe         | Platz              |
| ------------------ | -------------- | ------------- | ------------- | ------------------ | ------------------ |
| Erika Kinsey       | Hochsprung     | 1,85 m        | 21            | nicht qualifiziert | nicht qualifiziert |
| Sofie Skoog        | Hochsprung     | 1,89 m        | 18            | nicht qualifiziert | nicht qualifiziert |
| Angelica Bengtsson | Stabhochsprung | 4,55 m        | 8             | 4,55 m             | 10                 |
| Lisa Gunnarsson    | Stabhochsprung | 4,35 m        | 17            | nicht qualifiziert | nicht qualifiziert |
| Michaela Meijer    | Stabhochsprung | NMH           | NMH           | –––                | –––                |
| Khaddi Sagnia      | Weitsprung     | 6,42 m        | 16            | nicht qualifiziert | nicht qualifiziert |
| Fanny Roos         | Kugelstoßen    | 17,31 m       | 20            | nicht qualifiziert | nicht qualifiziert |
| Marinda Petersson  | Hammerwurf     | 66,46 m       | 20            | nicht qualifiziert | nicht qualifiziert |
| Ida Storm          | Hammerwurf     | 67,39 m       | 17            | nicht qualifiziert | nicht qualifiziert |

### Männer

#### Laufdisziplinen
| Athlet            | Disziplin        | Vorlauf     | Vorlauf | Halbfinale  | Halbfinale | Finale             | Finale             |
| Athlet            | Disziplin        | Zeit        | Platz   | Zeit        | Platz      | Zeit               | Platz              |
| ----------------- | ---------------- | ----------- | ------- | ----------- | ---------- | ------------------ | ------------------ |
| Andreas Kramer    | 800 m            | 1:45,98 min | 12      | 1:46,25 min | 11         | nicht qualifiziert | nicht qualifiziert |
| Kalle Berglund    | 1500 m           | 3:39,62 min | 9       | 3:40,05 min | 11         | nicht qualifiziert | nicht qualifiziert |
| Emil Blomberg     | 3000 m Hindernis | DNF         | DNF     |             |            | –––                | –––                |
| Napoleon Solomon  | 3000 m Hindernis | 8:35,95 min | 9       |             |            | nicht qualifiziert | nicht qualifiziert |
| Anatole Ibáñez    | 20 km Gehen      |             |         |             |            | 1:24:23 h SB       | 44                 |
| Perseus Karlström | 20 km Gehen      |             |         |             |            | 1:23:36            | 37                 |
| Anders Hansson    | 50 km Gehen      |             |         |             |            | 3:58:00 h PB       | 28                 |
| Mikael Ekvall     | Marathon         |             |         |             |            | 2:18:12 h          | 32                 |
| David Nilsson     | Marathon         |             |         |             |            | 2:22:53 h          | 52                 |

#### Sprung/Wurf
| Athlet           | Disziplin      | Qualifikation | Qualifikation | Finale             | Finale             |
| Athlet           | Disziplin      | Weite/Höhe    | Platz         | Weite/Höhe         | Platz              |
| ---------------- | -------------- | ------------- | ------------- | ------------------ | ------------------ |
| Armand Duplantis | Stabhochsprung | 5,70 m        | 8             | 5,50 m             | 9                  |
| Michel Tornéus   | Weitsprung     | 8,07 m        | 5             | 8,19 m             | 8                  |
| Niklas Arrhenius | Diskuswurf     | 58,91 m       | 24            | nicht qualifiziert | nicht qualifiziert |
| Simon Pettersson | Diskuswurf     | 63,69 m       | 7             | 60,39 m            | 11                 |
| Daniel Ståhl     | Diskuswurf     | 67,64 m       | 1             | 69,19 m            | Silber             |

#### Zehnkampf
| Athlet             | Disziplin | 100 m   | Weitsprung | Kugelstoßen | Hochsprung | 400 m | 110 m Hürden | Diskuswurf | Stabhochsprung | Speerwurf | 1500 m | Punkte | Platz |
| ------------------ | --------- | ------- | ---------- | ----------- | ---------- | ----- | ------------ | ---------- | -------------- | --------- | ------ | ------ | ----- |
| Fredrik Samuelsson | Ergebnis  | 11,24 s | 7,11 m     | 13,82 m     | DNS        | −     | −            | −          | −              | −         | −      | DNS    | −     |
| Fredrik Samuelsson | Punkte    | 808     | 840        | 717         | 0          | −     | −            | −          | −              | −         | −      | DNS    | −     |